# Sound of Silver
Sound of Silver je druhé studiové album americké hudební skupiny LCD Soundsystem. Ve Spojeném království bylo vydáno 12. března 2007 společností Capitol Records a ve Spojených státech amerických pak až 20. března toho roku prostřednictvím společnosti DFA Records. Album bylo nahráno zčásti v North Brookfieldu ve státě Massachusetts a zčásti v New Yorku. Album bylo nominováno na cenu Grammy. V hitparádě Billboard 200 se album umístilo na 46. příčce.

## Seznam skladeb
1. „Get Innocuous!“ (James Murphy, Tyler Pope) – 7:11
2. „Time to Get Away“ (Murphy, Pat Mahoney, Pope) – 4:11
3. „North American Scum“ (Murphy) – 5:25
4. „Someone Great“ (Murphy) – 6:25
5. „All My Friends“ (Murphy, Mahoney, Pope) – 7:37
6. „Us v Them“ (Murphy, Mahoney, Pope) – 8:29
7. „Watch the Tapes“ (Murphy) – 3:55
8. „Sound of Silver“ (Murphy) – 7:07
9. „New York, I Love You but You're Bringing Me Down“ (Murphy, Mahoney, Pope) – 5:35

## Obsazení
- James Murphy – baskytara, clavinet, bicí, zvonkohra, kytara, varhany, perkuse, klavír, syntezátor, programování, zpěv, tleskání
- Pat Mahoney – bicí, perkuse, zpěv, tleskání
- Tyler Pope – baskytara, kytara, tleskání
- Nancy Whang – zpěv
- Eric Broucek – tleskání, zpěv
- Marcus Lambkin – tleskání
- Justin Chearno – kytara
- David Gold – viola
- Amy Kimball – housle
- Lorenza Ponce – housle
- Jane Scarpantoni – violoncello
- Morgan Wiley – klavír